# Dentifovea fulvifascialis
Dentifovea fulvifascialis là một loài bướm đêm trong họ Crambidae.